# Cucumis anguria
Cucumis anguria, generalmente conocido como pepinillo, pepino del monte, pepino silvestre, pepinillo de las indias occidentales, pepinillo erizo, sandía de la víbora o pepino cimarrón, es una cucurbitácea originaria de África, pero que se ha naturalizado en el Nuevo Mundo, y está cultivado en muchos sitios.  Es similar y relacionado al pepino común (C. sativus).

## Descripción
Cucumis anguria es una planta herbácea de tallo delgado. Frutas (4@–5 cm × 3@–4 cm). La superficie de las frutas es medio dura, con varias púas no peligrosas ni tan duras que hacen de que el fruto tenga una apariencia innegable a la del erizo. Las hojas tienen cierta similitud con las de la sandía y otras Cucurbitáceas. La carne interior es verde pálida, sus flores llegan a ser amarillas y tiene zarcillos que permiten de que la planta pueda trepar.

## Galería

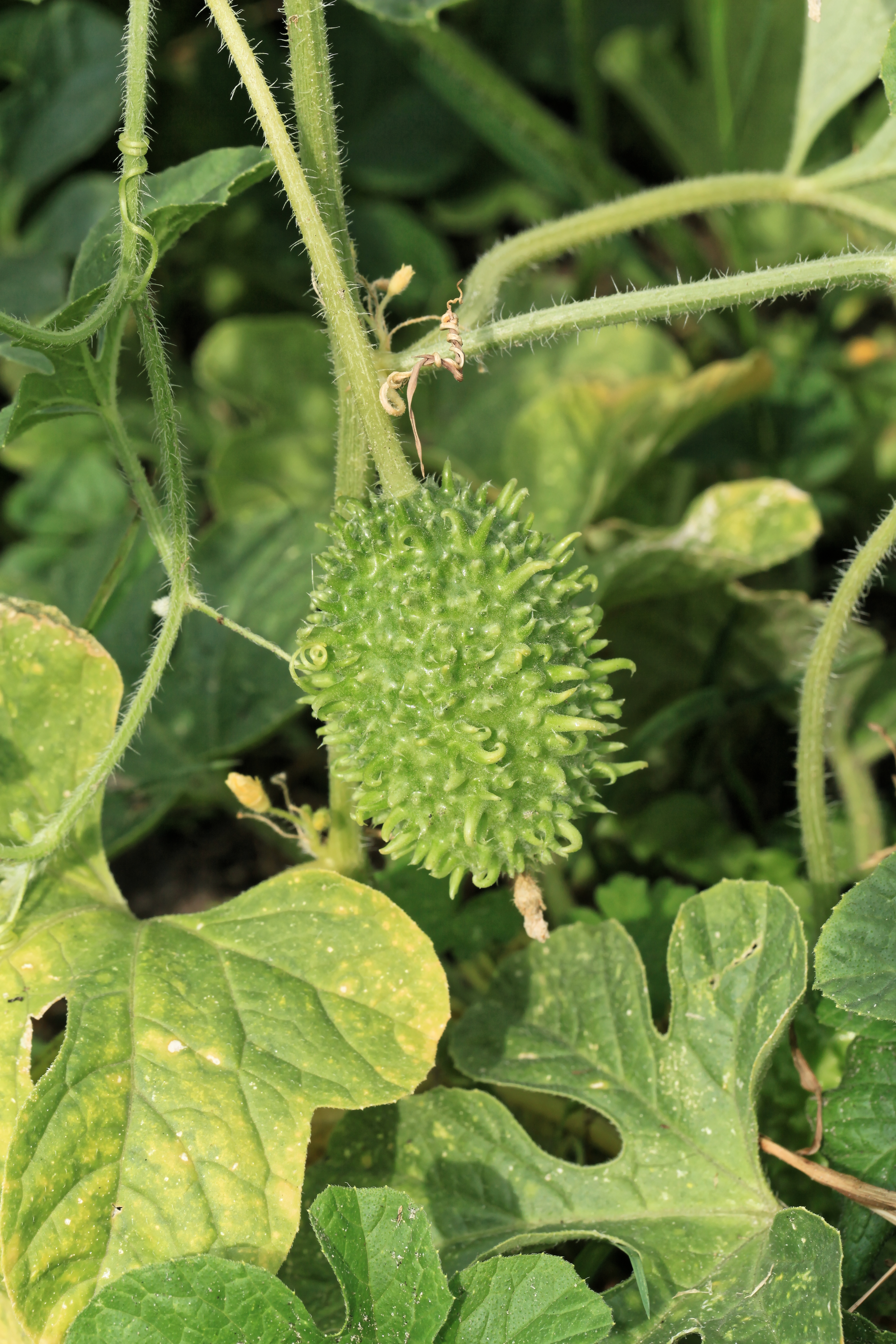
Fruto individual
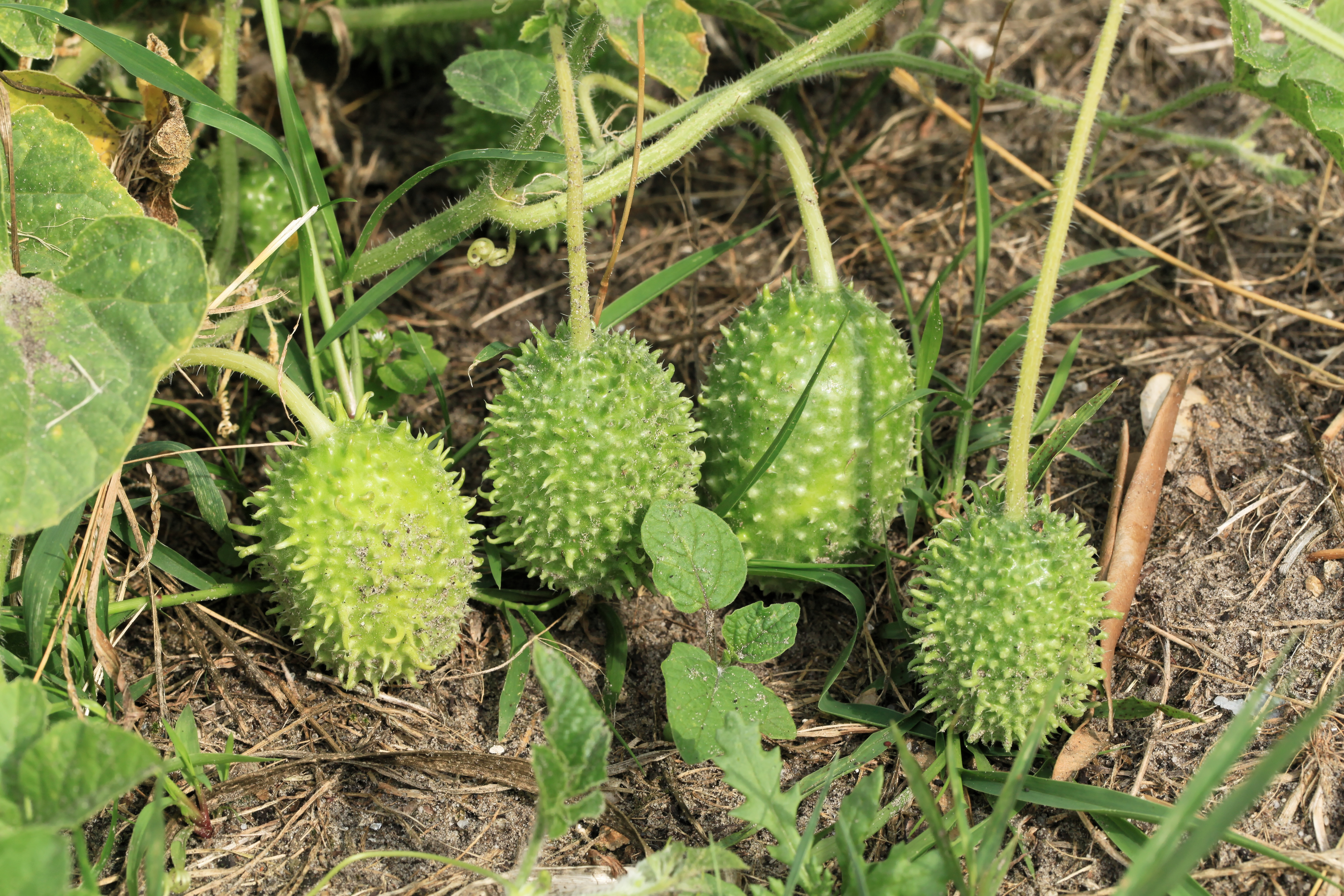
Frutos en grupo
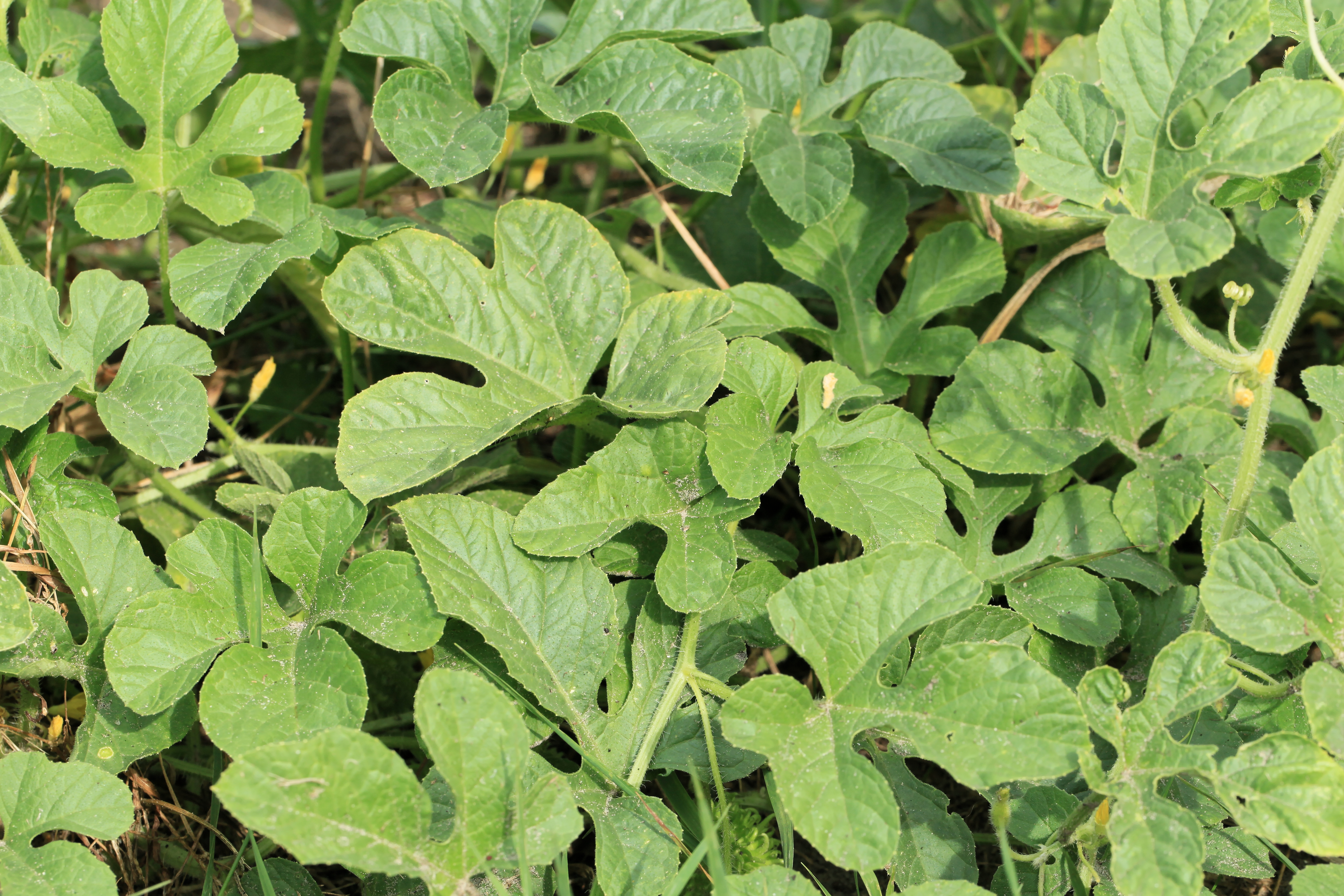
Hojas de la planta
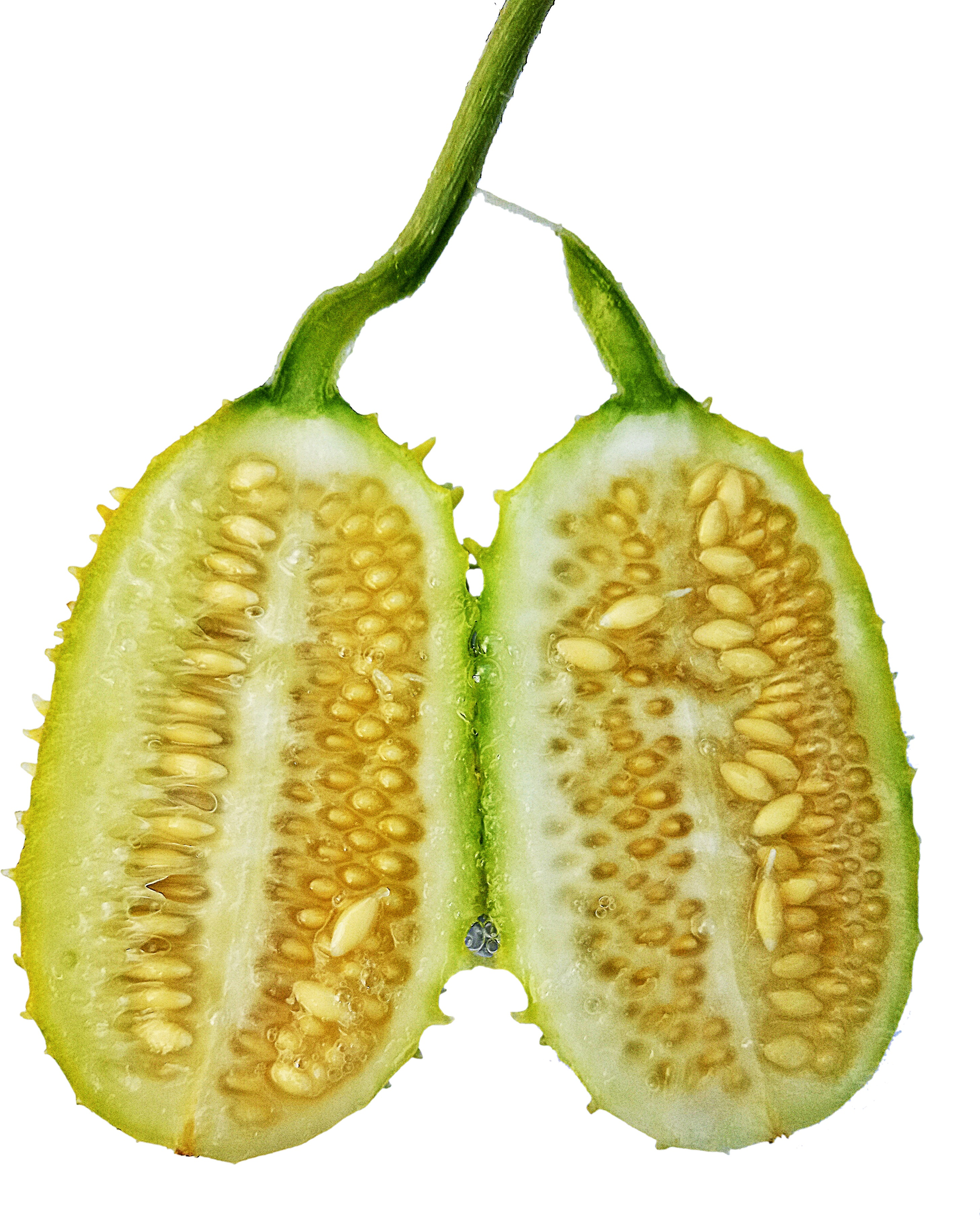
Dentro de la fruta
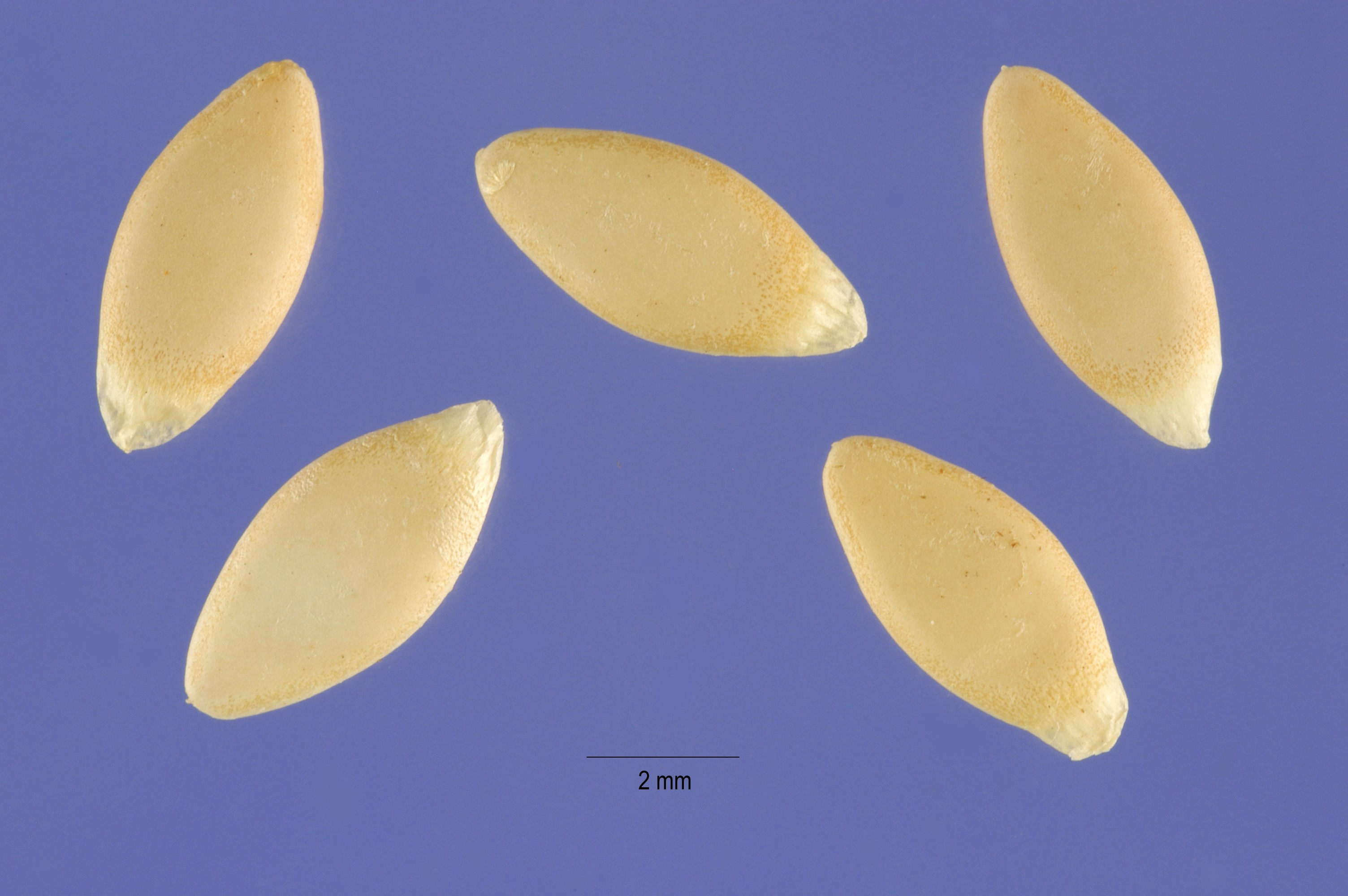
Semillas de la planta
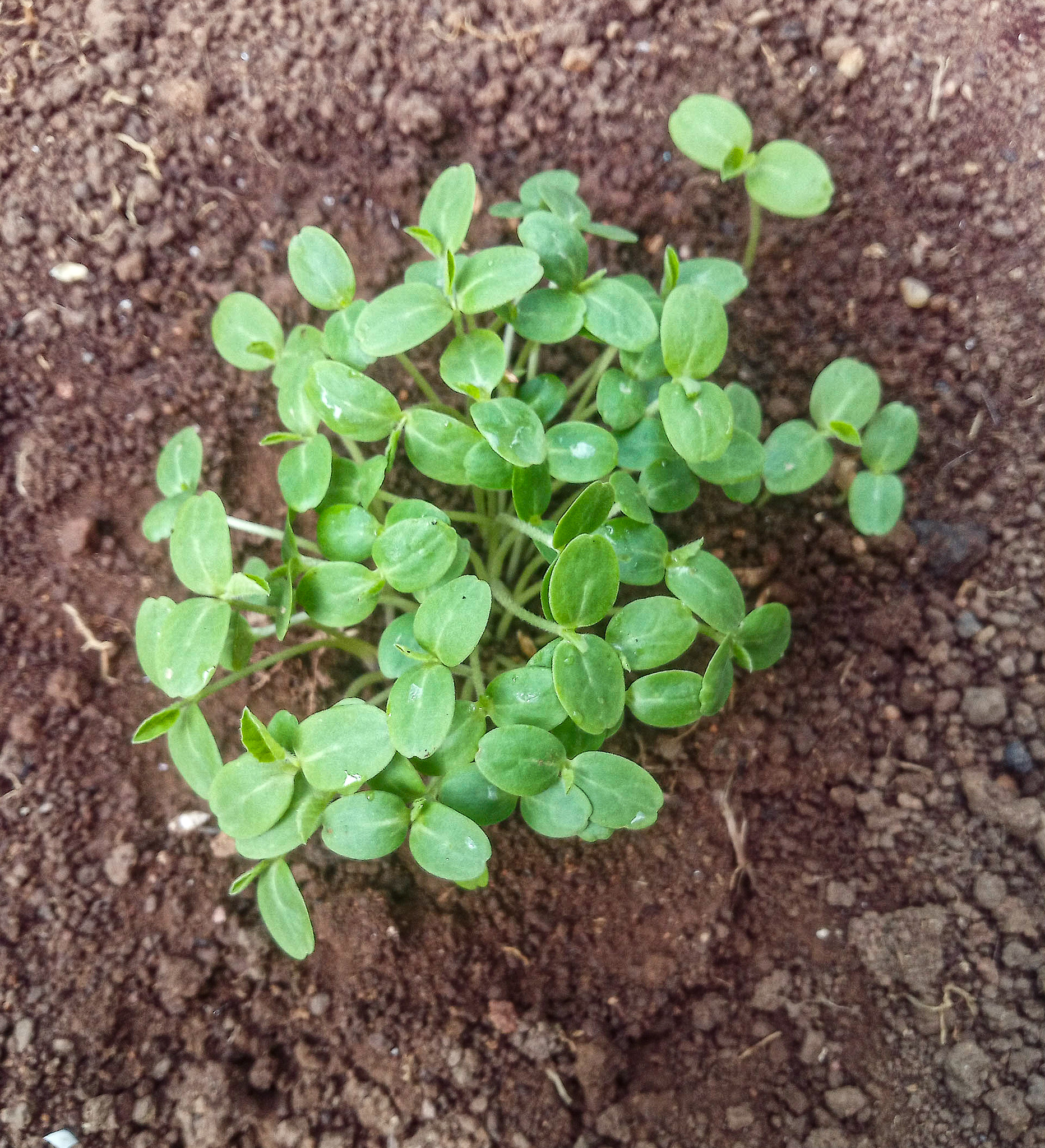
Plántula

## Distribución
A pesar de que se ha naturalizado en muchas partes del Nuevo Mundo, Cucumis anguria es originaria solo de África, en los países siguientes: Angola; Botsuana; la República Democrática del Congo; Malawi; Mozambique; Namibia; Sudáfrica (KwaZulu-Natal, Limpopo, Mpumalanga); Suazilandia; Tanzania; Zambia; y Zimbabue.
Cucumis anguria se ha naturalizado en: Anguilla; Antigua y Barbuda; Argentina; Australia (Queensland y Australia Occidental); Barbados; Brasil; Islas Caimán; Costa Rica; Cuba; República Dominicana; Ecuador; Guayana Francesa; Granada; Guadalupe; Guatemala; Haití; Honduras; Jamaica; Madagascar; Martinica; México; Antillas Neerlandesas; Nicaragua; Panamá; Perú; Puerto Rico; Santa Lucía; San Vicente y las Granadinas; Surinam; los Estados Unidos (California, Florida, Georgia, Massachusetts, Montana, Nueva York, Oregón, Texas, Minnesota, Wisconsin y Washington); Venezuela; y ambas Islas Vírgenes británicas y americanas.
Cucumis anguria es también cultivado, pero no originario de estos sitios: Cabo Verde; Réunion; Senegal; y partes del Caribe ya mencionados arriba.

## Importancia económica y cultural

### Usos medicinales
Cucumis anguria ha sido utilizado en medicina tradicional para tratar dolencias del estómago.

### Usos alimenticios
Cucumis anguria crece principalmente (como planta de cultivo) por su fruta comestible. El sabor es similar al del pepino común. Las frutas son populares en el nordeste y del norte de Brasil, donde son un ingrediente en la versión local de cozido (carne-y-estofado de vegetal).
En Argentina se prepara también en vinagre, sal y agua, (opcional con un poco de azúcar y otros condimentos) como encurtido.

### Plagas
Los cultivos son susceptibles a ataques por hongos, y escarabajos de pepino.